# Papp Tibor (eszperantista)
Papp Tibor (Debrecen, 1947. június 23. – 2003) lapszerkesztő, eszperantista.

## Életútja
A debreceni Mechwart András Gépipari Technikumban tanult, a KITE Műanyagüzemben Nádudvaron volt gyártásvezető.
1968-ban ismerkedett meg az eszperantóval. 1974-ben sikeres vizsgát tett a Magyar Eszperantó Szövetségben, majd felsőfokú állami nyelvvizsga-bizonyítványt szerzett. Dr. Mészáros Bélával együtt a La Mevo (A Sirály) című eszperantó madártani lapot szerkesztette, 1977–99 között a MESZ választmányi tagja, 2001–2003 között a Debrecen és Vidéke Eszperantó Egyesület titkára.
1980-tól haláláig jelentette meg az eszperantó nyelvű irodalmi és mozgalmi folyóiratot, a Debrecena Bultenót (DB). 2001-ben lett az ITK eszperantó nyelvvizsgabizottság tagja. A MESZ-től a Honorsigno de Esperanto kitüntetést kapta.
Több mint harminc könyvet fordított eszperantóra és jelentetett meg. Egy nem teljes összesítés szerint 330 szerzőtől legalább 1300 művet tolmácsolt eszperantó nyelven.

## Külső hivatkozások
- [halott link][1] A Debrecena Bulteno weboldala